# Этова (Арканзас)
Этова (англ. Etowah) — город, расположенный в округе Миссисипи (штат Арканзас, США) с населением в 366 человек по статистическим данным переписи 2000 года.

## География
По данным Бюро переписи населения США Этова имеет общую площадь в 15,28 квадратных километров, водных ресурсов в черте населённого пункта не имеется.
Город Этова расположен на высоте 70 метров над уровнем моря.

## Демография
По данным переписи населения 2000 года в Этове проживало 366 человек, 106 семей, насчитывалось 137 домашних хозяйств и 153 жилых дома. Средняя плотность населения составляла около 23,9 человек на один квадратный километр. Расовый состав Этовы по данным переписи распределился следующим образом: 94,81 % белых, 1,37 % — чёрных или афроамериканцев, 1,64 % — коренных американцев, 1,64 % — представителей смешанных рас, 0,55 % — других народностей. Испаноговорящие составили 0,82 % от всех жителей города.
Из 137 домашних хозяйств в 36,5 % — воспитывали детей в возрасте до 18 лет, 60,6 % представляли собой совместно проживающие супружеские пары, в 11,7 % семей женщины проживали без мужей, 22,6 % не имели семей. 18,2 % от общего числа семей на момент переписи жили самостоятельно, при этом 6,6 % составили одинокие пожилые люди в возрасте 65 лет и старше. Средний размер домашнего хозяйства составил 2,67 человек, а средний размер семьи — 3,07 человек.
Население города по возрастному диапазону по данным переписи 2000 года распределилось следующим образом: 28,1 % — жители младше 18 лет, 7,4 % — между 18 и 24 годами, 31,1 % — от 25 до 44 лет, 21,9 % — от 45 до 64 лет и 11,5 % — в возрасте 65 лет и старше. Средний возраст жителей составил 34 года. На каждые 100 женщин в Этове приходилось 94,7 мужчин, при этом на каждые сто женщин 18 лет и старше приходилось 105,5 мужчин также старше 18 лет.
Средний доход на одно домашнее хозяйство в городе составил 21 563 доллара США, а средний доход на одну семью — 23 750 долларов. При этом мужчины имели средний доход в 19 643 доллара США в год против 17 679 долларов среднегодового дохода у женщин. Доход на душу населения в городе составил 8890 долларов в год. 13,3 % от всего числа семей в населённом пункте и 19,1 % от всей численности населения находилось на момент переписи населения за чертой бедности, при этом 20,5 % из них были моложе 18 лет и 23,6 % — в возрасте 65 лет и старше.